# 12. SS-Panzer-Division "Hitlerjugend"
12. SS-Panzer-Division Hitlerjugend, ofta förkortat HJ var ett tyskt militärförband under andra världskriget.
Förbandet var en pansardivision i Waffen-SS, bildad 1943 med personal ur ungdomsorganisationen Hitlerjugend samt med kadrar av officerare och underofficerare ur Leibstandarte Adolf Hitler. HJ stred i Normandie  och Ardenneroffensiven 1944 samt i Ungern 1945 (Operation Frühlingserwachen). 
Nazitysklands ledning hade inledningsvis problem med att divisionen tog lång tid på sig att bli stridsduglig. Senare har divisionens soldater beskrivits som skickliga och uppoffrande, särskilt under insatsen i Normandie i striderna om Caen. 
Divisionen begick brott mot mänskligheten och krigsförbrytelser, såsom mordbränder, massmord och våldtäkter, i städer som Plomion, Tavaux och Namur.

## Början
Reichsjugendführer Arthur Axmann, som var chef för Hitlerjugend, var ivrig att bilda SS-divisionen Hitlerjugend, särskilt med tanke på Tysklands allt sämre läge på östfronten 1943. Himmlers reaktion var försiktig, men han gick med på att ta upp ärendet med Hitler. Hitler, som först hade varit emot att utöka Waffen-SS eftersom han ville behålla organisationen som en liten elitstyrka, gick till slut med på att skapa en ny division
Den nya divisionen godkändes våren 1943. Axmann, som hade föreslagit att divisionen skulle bära namnet Hitlerjugend, föreslog också att ett regemente skulle heta Herbert Norkus, efter en av de tidigaste förespråkarna för Hitlerjugend som hade knivhuggits till döds av kommunister 1932. Detta förslag förkastades dock till slut. Det viktigaste var nu att skaffa fram nya rekryter; hur desperat manskapssituationen var visades genom att frivilliga snart hämtades bland 17-åringar som var födda 1926. Rekryteringen blev alltmer aggressiv. Ungdomar som anmält sig till Luftwaffe eller ubåtsvapnet inom flottan och fått veta att de blivit godkända, skickades istället till Waffen-SS baracker. Det hände till och med att sovsalarna invaderades av rekryteringsofficerare med block och penna på nätterna.

## Divisionschefer
- SS-Brigadeführer Fritz Witt (24 juni 1943 - 14 juni 1944)
- SS-Brigadeführer Kurt Meyer (14 juni 1944 - 6 sep 1944)
- SS-Obersturmbannführer Hubert Meyer (6 sep 1944 - 24 okt 1944)
- SS-Brigadeführer Fritz Kraemer (24 okt 1944 - 13 nov 1944)
- SS-Brigadeführer Hugo Kraas (13 nov 1944 - 8 maj 1945)

## Organisation

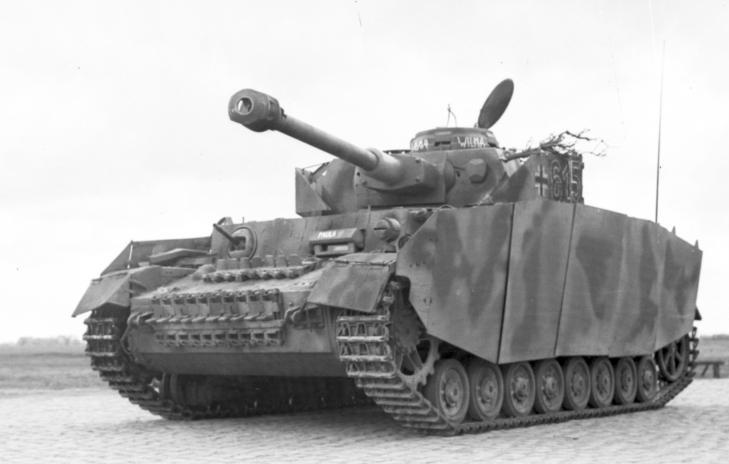
Stridsvagn (Panzer IV) från division Hitlerjugend i Frankrike 1943

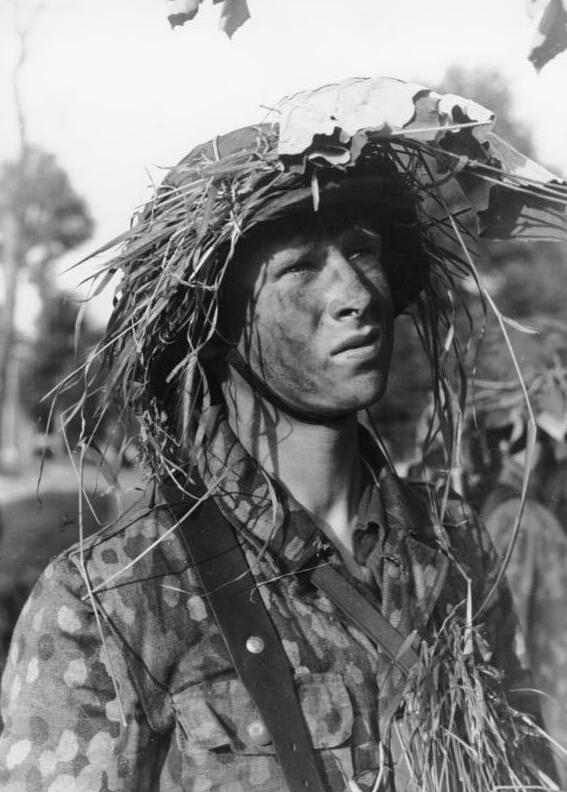
Grenadjär från division Hitlerjugend vid invasionsfronten i Normandie 21 juni 1944

Divisionens ursprungliga organisation
- SS-Panzer Regiment 12
- SS-Panzergrenadier Regiment 25
- SS-Panzergrenadier Regiment 26
- SS-Panzer Artillerie Regiment 12
- SS-Kradschützen-Regiment 12
- SS-Aufklärungs-Abteilung 12 Pansarspaningsbataljon
- SS-Panzerjäger-Abteilung 12 Pansarvärnsbataljon
- SS-Werfer-Abteilung 12
- SS-Flak-Abteilung 12
- SS-Pionier-Abteilung 12
- SS-Panzer-Nachrichten-Abteilung 12
- SS-Instandsetzungs 12
- SS-Nachschub-Truppen 12
- SS-Wirtschafts-Battaillon 12
- SS-Führerbewerber-Lehrgange
- SS-Kriegsberichter-Zug (mot) 12
- SS-Feldgendarmerie-Kompanie/Trupp 12
- SS-Feldpostamt (mot) 12
- SS-Sanitäts-Abteilung 12